# Lepuix-Neuf
Lepuix-Neuf is een gemeente in het Franse departement Territoire de Belfort (regio Bourgogne-Franche-Comté) en telt 249 inwoners (2004). De plaats maakt deel uit van het arrondissement Belfort. In het Elzassisch of het Duits heette de plaats vroeger Sood.

## Geografie
De oppervlakte van Lepuix-Neuf bedraagt 5,5 km², de bevolkingsdichtheid is 45,3 inwoners per km².
De onderstaande kaart toont de ligging van Lepuix-Neuf met de belangrijkste infrastructuur en aangrenzende gemeenten.

## Demografie
Onderstaande figuur toont het verloop van het inwonertal (bron: INSEE-tellingen).